# ドクターの時
「ドクターの時」（ドクターのとき、原題: "The Time of the Doctor"）は、イギリスのSFドラマ『ドクター・フー』のエピソード。スティーヴン・モファットが脚本を、ジェイミー・ペインが監督を担当し、2013年12月25日に BBC One にて9番目のクリスマススペシャルとして放送された。マット・スミスが11代目ドクターとしてレギュラー出演した最後のエピソードであるほか、前話「ドクターの日」でカメオ出演したピーター・カパルディが12代目ドクター役で出演した。ジェナ・ルイーズ・コールマンがクララ・オズワルド役で出演し、ダーレクやサイバーマン、サイレンス、嘆きの天使といったドクターの敵も数多く登場した。
本作はサイレンスや時空の裂け目、惑星トレンザロアでのドクターの運命といった11代目ドクターの物語のストーリー・アークの集大成になっている。また、1976年の The Deadly Assassin で確立されたタイムロードの再生回数制限も本作で対処される。

## 製作
俳優マット・スミスは映画『ロスト・リバー』の撮影が終わり次第「ドクターの時」の撮影が始まるだろうと述べた。後に彼は撮影が9月に開始されたことを明かした。本作は『プライミーバル』第1章と第2章で監督を務めたジェイミー・ペインが監督を担った。彼は『ドクター・フー』では「井戸の魔女」の監督を担当していた。台本の読み合わせは2013年9月4日に行われた。
2013年8月にインタビューにて筆頭脚本家スティーヴン・モファットは、クリスマススペシャルの内容が11代目ドクターの一連の物語に繋がり、そのうちいくつかは「11番目の時間」まで遡ると主張した。エピソードの製作は9月8日の開始が予定された。『ロスト・リバー』での撮影でマット・スミスは丸刈りにする必要があったため、「ドクターの時」での撮影ではドクターのヘアスタイルを再現するためにカツラを着用していた。2013年8月、サイバーマンの演者の1人であるダレル・パーカーがサイバーマンを演じるとツイートし、クリスマススペシャルにサイバーマンが登場することが明らかになった。

### 配役
クララの祖母を演じたシェイラ・レイドは以前に Vengeance on Varos（1985年）に出演した。リンダ役のエリザベス・ライダーは「侵略前夜」「死に覆われた星」（2008年）で衛星測位システムアトモスの声を担当した。カレン・ギランはエイミー・ポンド役で「マンハッタン占領」（2012年）以来の登場を果たした。映画『ガーディアンズ・オブ・ギャラクシー』でネビュラ役の撮影があったため、彼女もスミスと同様に「ドクターの時」の撮影ではカツラを着けていた。

#### ドクター役の配役
6月1日、BBCはスミスが4年の任期の後にシリーズを降板することを告知し、クリスマススペシャルが11代目ドクターから12代目ドクターへの橋渡しになると報じた。この報道により、各種メディアやファンの12代目ドクター役俳優の予想に火が付くことになった。スミスは共演者やスタッフに感謝の言葉を述べ、モファットはスミスの演技力の高さや柔軟さ、そしてドクター役という重圧の中でも働き者であったことを称賛した。
2013年8月4日の特別番組 Doctor Who Live: The Next Doctor の放送中、12代目ドクターをピーター・カパルディが演じることが明かされた。

### 撮影

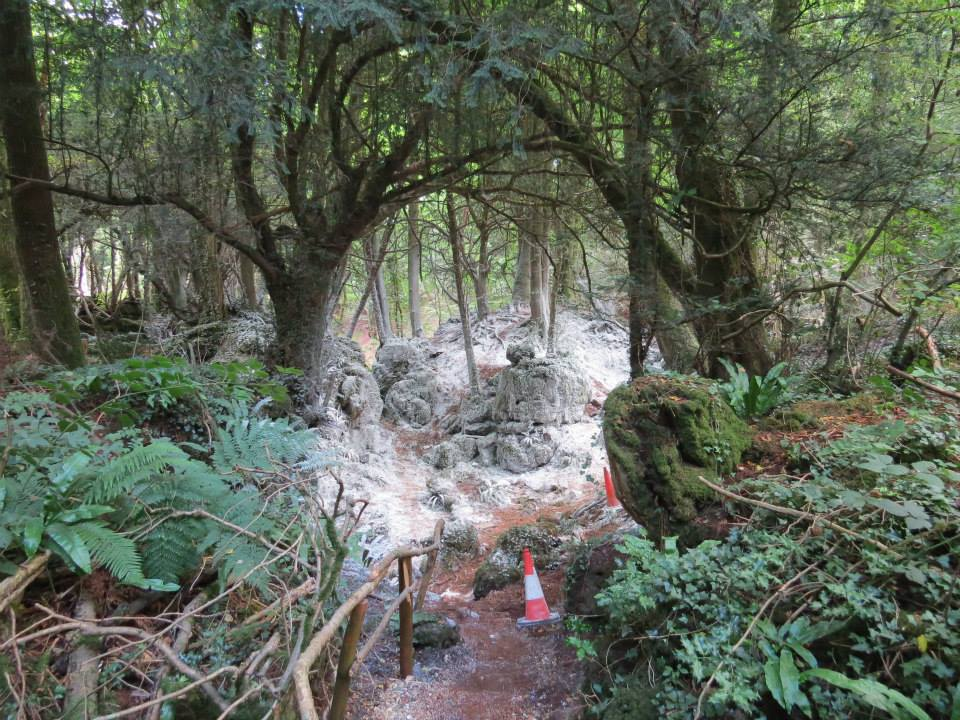
パズルウッドでの撮影に使用されたフェイクの雪

撮影は2013年9月8日に開始され、9月10日にスミスとジェナ・ルイーズ・コールマンがカーディフで撮影している様子が確認された。9月19日には偽物の雪を使ってパズルウッドで嘆きの天使のシーンの撮影が行われた。エピソードの撮影の間、別のエピソードの撮影も進行していた。マット・スミスは第8シリーズ「深呼吸」でクララに電話を掛けるシーン、ピーター・カパルディは「ドクターの日」でガリフレイ凍結に向かう場面の撮影に臨んだ。10月5日にプロデューサーのマーカス・ウィルソンはTwitter上で撮影の完了を明かした。

## 予告編

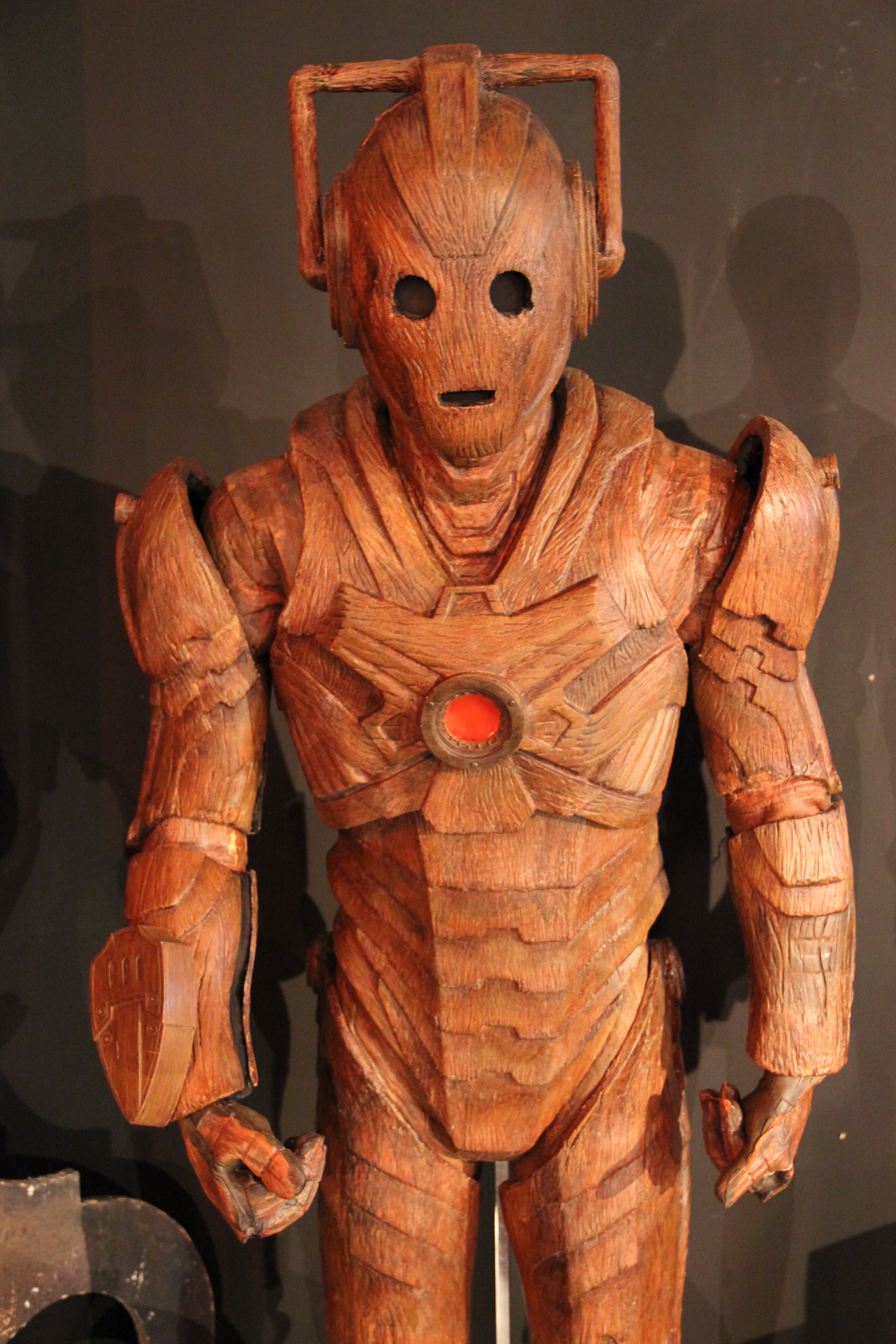
木製サイバーマン

「ドクターの日」のサイマル放送の後に「ドクターの時」のプレビューが流れ、サイバーマンの登場が確定し、ダーレク、サイレンス、ソンターラン、嘆きの天使の登場も明かされ、惑星トレンザロアにドクターが戻ることも確定した。タイトルとポスターは11月26日に公開された。BBCのクリスマス予告編では、ダーレクとサイバーマンの登場を確約する映像が公開された。オンライン上の『ドクター・フー』　"Adventure Calendar" では、12月にさらなるイメージ画像が公開された。12月11日にBBCはダーレクが "The Doctor is Regenerating!" と叫んでいる35秒の予告編を公開し、そこでもサイレンス、サイバーマン、クララ、ドクターが映像に登場した。12月17日に BBC One はサイバーマンにターディスを攻撃されている最中のドクターにクララが電話を掛けるという別のクリスマス予告編を公開した。さらにBBCは放送に先駆けて3本のクリップ映像も公開した。

## 放送と反応
「ドクターの時」は2013年12月25日に BBC One で放送された。放送当日のイギリスは悪天候に見舞われ停電も相次いでいたが、当夜の視聴者数は「スノーメン」の759万人を大きく上回る830万人、番組視聴占拠率は30.7%を記録した。同時にITVで放送されていた『コロネーション・ストリート』の視聴者数は790万人、ITV+1での再放送を加えても827万人であり、「ドクターの時」はこれを上回る結果を残した。クリスマスの日では全チャンネル上でコメディ番組『Mrs. Brown's Boys』に次いで2番目に多く視聴された番組となり、11代目から12代目への再生シーンは視聴者数1020万人とその日の最高記録を打ち立てた。最終視聴者数は1114万人に達し、『ドクター・フー』のクリスマススペシャルでは5番目に良い記録を残した。Appreciation Index は83を記録した。
アメリカ合衆国では同日にBBCアメリカで放送され、視聴者数247万人を記録し、1ヶ月前に樹立された「ドクターの日」の記録を破ってチャンネル史上最高視聴者数を達成した。カナダではSpaceで同日に放送された。翌12月26日には、オーストラリアではABC1で、ニュージーランドでは Prime Television で放送され、Primeでの放送では視聴者数10万6390人でその日のPrimeの番組では最高記録を樹立した。
日本では放送されていないが、2015年7月27日からスペシャルコンテンツ「ドクター・フーの世界」や前話「ドクターの日」と共にHuluで配信が開始された。

### 批評家の反応
| 専門評論家によるレビュー | 専門評論家によるレビュー |
| レビュー・スコア         | レビュー・スコア         |
| 出典                     | 評価                     |
| ------------------------ | ------------------------ |
| インデペンデント         | [ 40 ]                   |
| IGN                      | 8.4                      |
| The A.V. Club            | A                        |
| The Telegraph            | [ 43 ]                   |
| TV Fanatic               | [ 44 ]                   |

「ドクターの時」は批評家から肯定的なレビューを受けた。ガーディアン紙のダン・マーテインは本作を「怖ろしく良い」と称賛し、スティーヴン・モファットがこれまでの11代目ドクターの物語を総括し、そしてドクターの再生サイクルのリブートを完璧に成し遂げたと高く評価した。IGNのマーク・スノーは本作に10点満点中8.4点を与え、「愛する人の旅立ちを見送る模範的な方法だった」と述べた。彼はカレン・ギランのカメオ出演を絶賛し、ドクターがクララに別れを告げる場面に涙しない人間は自身の心臓が鼓動しているか確かめるべきだとまで主張した。彼はエピオソードのテンポが速すぎることを批判した一方、「番組史上最高のドクターの1人に対する憂鬱だが最終的には陽気な結末だ」と結論した。
ロサンゼルス・タイムズのロバート・ロイドはスミスのコミカルな様子と優雅さを称賛した。彼は50年におよぶ番組の複雑な絡み合いや、宇宙に存在する生命の神秘が番組の魅力であると語った。
ザ・ミラー紙のジョン・クーパーは本作に肯定的なレビューをし、「容易くクリスマステレビのハイライトになった」「マット・スミスに完璧な送別をした」と評価し、星4つを与えた。彼は本作がスミスの在任期間中で最高の作品だと綴った一方、「銀河間の大虐殺を期待していた視聴者は失望したに違いない。何百年もの種族間戦争があっという間にスキップされてしまった」とペース配分を批判した。また彼はドクターの敵対種族を何種も登場させる必要を感じず、ダーレクだけでも十分だと考えた。彼はまた、10代目が再生した「時の終わり」との類似点を指摘した。特に再生シーンでは、ドクターが光を放つ前に上着を脱ぎ捨てた点や、再生後に腎臓の色を気に入らなかった点が類似点として挙げられた。
インデペンデント紙のニーラ・デブナスは肯定的なレビューをしており、「スミスが退場前に素晴らしい最後の演技をした」と称賛した。彼女は本作がSFスペクタクルだったと述べた一方、プロットが複雑だったことを批判した。The A.V. Clubのアラスデア・ウィルキンスは本作を絶賛し、微細な情緒的な複雑さを高く評価した。彼は本作が単発のエピソードではなく最後の一幕であることを称賛し、老いたドクターの特殊メイクはリアルでないとしつつスミスの演技力がカバーしていると評価した。彼は本作の評価をAとした。
デジタル・スパイのモーガン・ジェフェリーは本作に星4つを与えた。彼はマット・スミスが番組を自分のものにしてみせたと述べ、スミスの最後の出番が彼の出演作の中で最も秀でたものかもしれないと綴った。また、彼は本作を「時の終わり」と比較し、当該作でデイヴィッド・テナントが自身の想いを最期の台詞として発言したようにマット・スミスもそうしたと述べ、「第四の壁を破った」「完璧だ」と評価した。さらにっ彼はクララにも肯定的で、"あり得ない女の子"のストーリー・アークをきっかけにさらに人間的で共感的に描かれていると評価し、「意図的とはいえ急な印象を受けるが、正しい方向への一歩が踏み出されている」という旨の論評をした。また、彼はクララを演じたコールマンの演技も称賛した。しかし彼は「ドクターの時」はエピソード全体ではなく部分部分が優れているエピードであると評価し、反復的なストーリー構造が本作の鍵となる要素を弱めていると感じた。
ナーディスト・ニュースのキール・アンダーソンは、「ファンには冷めた印象を与えるかもしれないが、11代目ドクターのこれ以上良い結末はないだろう」と評価した。また、彼はスティーヴン・モファットによるこれまでの物語に残された未解決問題が片付いたことを称賛し、場所や時間に縛られることを拒んで逃げ続けてきた11代目ドクターが一ヶ所に留まって一人一人の命を守ることが完璧な結末であるとも論じた。彼は11代目ドクターの退場は威厳に溢れていて後腐れのない物だったと述べ、さらに12代目ドクターについては予想通り奇妙で強烈だったと語った。
ザ・テレグラフのティム・マーティンは本作に星3つを付け、エピソードの複雑さと、60分かけたエピソードに緩いプロットの破綻があったことを批判した。一方で、彼はスミスの最後の演技を称賛した。
ラジオ・タイムズのパトリック・マルケーンは、"あり得ない女の子"のストーリー・アークから解放されたクララに温かみがあり、エリザベス・スレイデンが演じたサラ・ジェーン・スミスにも通じるものがあると評価した。また、彼はドクターが再生前に以前のコンパニオンと会っていることや、再生エネルギーで船を破壊していることに触れ、「時の終わり」との共通点を指摘した。彼はピーター・カパルディが演じる12代目ドクターに期待を寄せてレビューを締め括った。

## ホームメディア
「ドクターの時」はイギリスでは2014年1月20日に、オーストラリアでは2014年1月22日に、アメリカ合衆国では2014年3月4日ににDVDとブルーレイディスクがリリースされた。また、舞台裏の特集と2本のドキュメンタリーも収録された。イギリスとオーストラリアで発売されたディスクには11代目ドクターの過去のクリスマススペシャル「クリスマス・キャロル」、「クリスマスイブの奇跡」、「スノーメン」を収録したエクストラディスクも付属した。2014年9月8日には "50th Anniversary Collectors Boxset" の一部として、「ドクターの名前」、「ドクターの日」、"An Adventure in Space and Time"、"The Five(ish) Doctors Reboot" と共に「ドクターの時」が同梱された。
英語圏では本作単体でDVDが発売された後、「クリスマスの侵略者」（2005年）から「最後のクリスマス」（2014年）までのクリスマススペシャル10本を纏めたボックスセット Doctor Who – The 10 Christmas Specials としても2015年10月19日にリリースされた。

### 日本での発売
日本では2015年3月6日に「ドクターの日」と共に同梱されてスペシャル版DVDが角川書店から販売された。

## サウンドトラック
マレイ・ゴールドの作曲として、「ドクターの日」の音楽が2014年11月24日に Silva Screen Records から発売された。